# Integrated Carbon Observation System

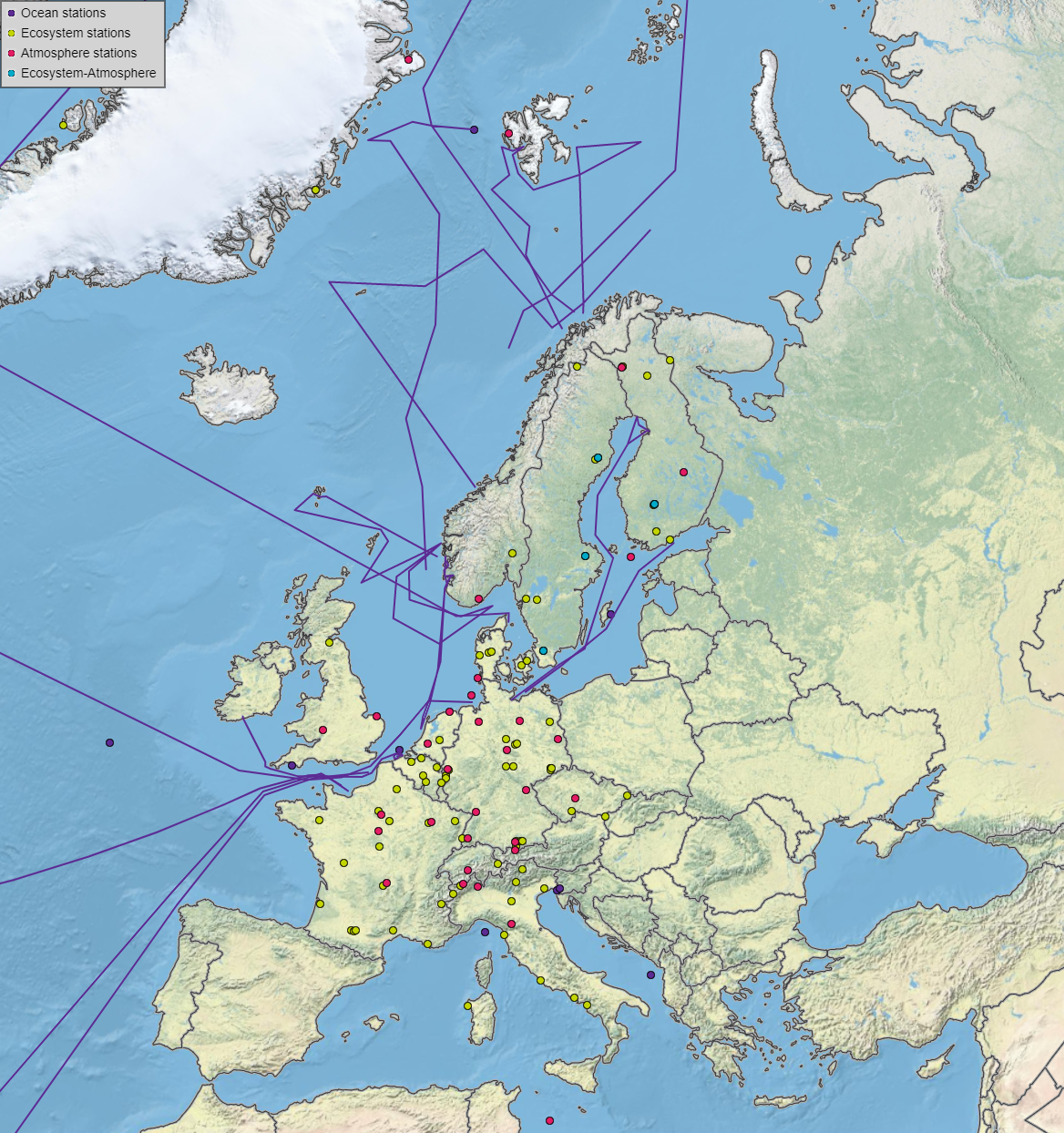
ICOS-Karte (Stand: März 2021)

Das Integrated Carbon Observation System (ICOS) ist ein Netz von über 140 Stationen zur Messung von Treibhausgasen in Europa. Die Stationen beobachten die Konzentration der Treibhausgase in der Atmosphäre sowie die Kohlenstoffflüsse zwischen der Atmosphäre, der Landoberfläche und den Ozeanen. Die gelieferten Daten sind standardisiert und offen. Somit ist ICOS eine Forschungsinfrastruktur zur Quantifizierung der Treibhausgasbilanz von Europa und angrenzenden Regionen.
ICOS liefert die wesentlichen Langzeitbeobachtungen, die erforderlich sind, um den gegenwärtigen Zustand zu verstehen und das zukünftige Verhalten des globalen Kohlenstoffkreislaufs und der Treibhausgasemissionen vorherzusagen. Es überwacht und bewertet die Effektivität von Aktivitäten zur Abscheidung und Speicherung von Kohlenstoff und/oder zur Reduzierung von Treibhausgasemissionen auf die Zusammensetzung der Atmosphäre, einschließlich der Zuordnung von Quellen und Senken nach Region und Sektor. Es trägt zur Ermittlung des europäischen Anteils an den globalen Treibhausgasbeobachtungen im Rahmen dieser globalen Programme bei:
- Global Earth Observing System of Systems der Group on Earth Observations, der Weltorganisation für Meteorologie
- Global Atmosphere Watch (GAW)
- Global Climate Observing System (GCOS)

## Geschichte
Die Errichtung von ICOS erfolgte in zwei Phasen. In der Vorbereitungsphase von 2008 bis 2011 wurden die Gründungszusagen von Regierungen und übergeordneten Institutionen getragen und das Projekt wurde technisch weiterentwickelt, jedoch mit einer geringen Anzahl an Beobachtungsstandorten. Die Vorbereitungsphase umfasst 16 Forschungslabore aus 12 europäischen Ländern. Frankreich ist der Koordinator. Es folgt die operative Phase von 2012 bis 2031. Dann wird das Netz vollständig aufgebaut sein und die Messung der Konzentrationen und Luftströmungen von Treibhausgasen wird zur Routine.
Im November 2015 erhielt es durch eine Entscheidung der Europäischen Kommission den internationalen Rechtsstatus eines ERIC (European Research Infrastructure Consortium) und wird vom European Strategy Forum on Research Infrastructures (ESFRI) als eine wegweisende europäische Forschungsinfrastruktur anerkannt.

## Stationen
Es gibt drei Arten von harmonisierten Stationen.

### Atmosphäre
Die 39 Atmosphären-Stationen messen die Konzentration von Treibhausgasen in der Atmosphäre. Sie sind auf hohen Türmen und den Bergen aufgebaut.
Es gibt abgelegene Stationen, weit entfernt von größeren Luftverschmutzungen, z. B. in der Arktis und den Alpen. Informationen aus der sauberen Luft bieten eine Grundlage für langfristige Veränderungen der Treibhausgase und stellen die Veränderungen der Zusammensetzung der Treibhausgase besser dar, als stärker verschmutzte Standorte. Aufgrund ihrer Höhenlage und der Entfernung zu den wichtigsten Treibhausgasquellen und -senken sind diese abgelegenen Stationen hauptsächlich den Luftmassen ausgesetzt, die das „Hintergrundrauschen“ über Mitteleuropa darstellen.
Dagegen spielen die Stationen in und um die Städte eine Rolle bei der Bekämpfung der städtischen Umweltverschmutzung und helfen bei der Überprüfung der internationalen Treibhausgasgrenzwerte.
Verwaltet werden diese Stationen vom Zentrum Atmosphäre, wo die gesammelten Daten automatisch verarbeitet und qualitätskontrolliert werden. Die zentralen Analyselabors stellen Kalibriergase zur Verfügung und analysieren genommene Proben zur zusätzlichen Qualitätskontrolle. Außerdem werden dabei zusätzliche Parameter gemessen.

### Ökosystem
Diese 87 Ökosystem-Stationen sind in der Regel auf einem Stahlgitterturm inmitten von einem spezifischen Ökosystem angebracht, z. B. im Wald, Wiesenfläche, Feuchtgebiet, Ackerland, Heide oder Seen. Der Standort repräsentiert die lokale Oberfläche mit unterschiedlichem Boden, Vegetation und Umweltbedingungen. Indem man unterschiedliche Ökosystemen beobachtet, sieht man, wie diese auf ein verändertes Klima reagieren.
Sie messen die Flüsse der Treibhausgase sowie Faktoren, die für den Austausch von Treibhausgasen, Wasser und Wärme zwischen Ökosystemen und Atmosphäre verantwortlich sind.
Das Zentrum Ökosystem sammelt die Daten gemäß dem Global Climate Observation System und dem Global Terrestrial Observing System.

### Ozean
Die 23 Messstationen für den Ozean messen die Kohlenstoffaufnahme und -flüsse im Atlantik, in der Nordsee, der Ostsee und im Mittelmeer.
Bojen sind fest im offenen Meer verankert und liefern auch Temperaturwerte aus größeren Tiefen. Die Bojen sind stark standardisiert und verwenden ähnliche Geräte, sie senden die Daten in Echtzeit. Sie müssen mindestens einmal im Jahr von besonders ausgerüsteten Forschungsschiffen gewartet werden.
Ozean-Stationen sind auch an der Küste aufgebaut.
Handelsschiffe fahren auf regelmäßigen, sich wiederholenden, Routen. Sie messen am europäischen Schelf und den Randbereichen von Europa sowie dem offenen Ozean.
Auch Forschungsschiffe sind mit Messstationen ausgerüstet und ziehen zusätzlich Proben.
Die an den Meeresstationen gesammelten Daten werden vom Zentrum Ozean verarbeitet und einer Qualitätskontrolle unterzogen. Die Wissenschaftler und Techniker kümmern sich auch um die Wartung der Stationen.